# Abdoer Rahman Khan
Abdoer Rahman Khan (Perzisch: عبدالرحمن خان) (Kabul, ca. 1844 - aldaar, 1 oktober 1901) was van 1880 tot 1901 emir van Afghanistan.
Abdoer Rahman Khan was de derde zoon van de Afghaanse emir Mohammed Afzal Khan. Na de nederlaag van Mohammed Ajoeb Khan in de slag bij Kandahar op 1 september 1880 werd Abdoer Rahman Khan door de Britten als troonopvolger geaccepteerd. Zo eindigde de Tweede Anglo-Afghaanse Oorlog. In ruil voor een jaarlijkse financiële ondersteuning liet Abdoer Rahman Khan de Afghaanse buitenlandse politiek regelen door de Britten. De Britten en de Russen raakten het ook eens over de grens tussen Afghanistan en Brits-Indië.
Binnen de landsgrenzen slaagde Abdoer Rahman er met behulp van een sterk georganiseerd leger in de macht van de stamhoofden te beperken en verregaande controle uit te oefenen over de verschillende etnische groepen in het land. Hij liet een land na met een goed georganiseerd centraal bestuur. Hij slaagde daar zelfs zo goed in dat zijn zoon Habiboellah hem na zijn dood kon opvolgen zonder de gebruikelijke machtsgrepen.
Tijdens zijn regeerperiode sloeg hij verschillende opstanden neer. Abdoer Rahman Khan pleegde genocide tegen de Hazara. Hij bekeerde ook de gehele bevolking van de provincie Kafiristan onder dwang tot de islam en hernoemde die provincie tot Nuristan. Tijdens zijn heerschappij gingen veel Afghaanse intellectuelen in ballingschap.
Zijn zoon Habiboellah volgde hem op in 1901.